# Соборне (Тернопільський район)

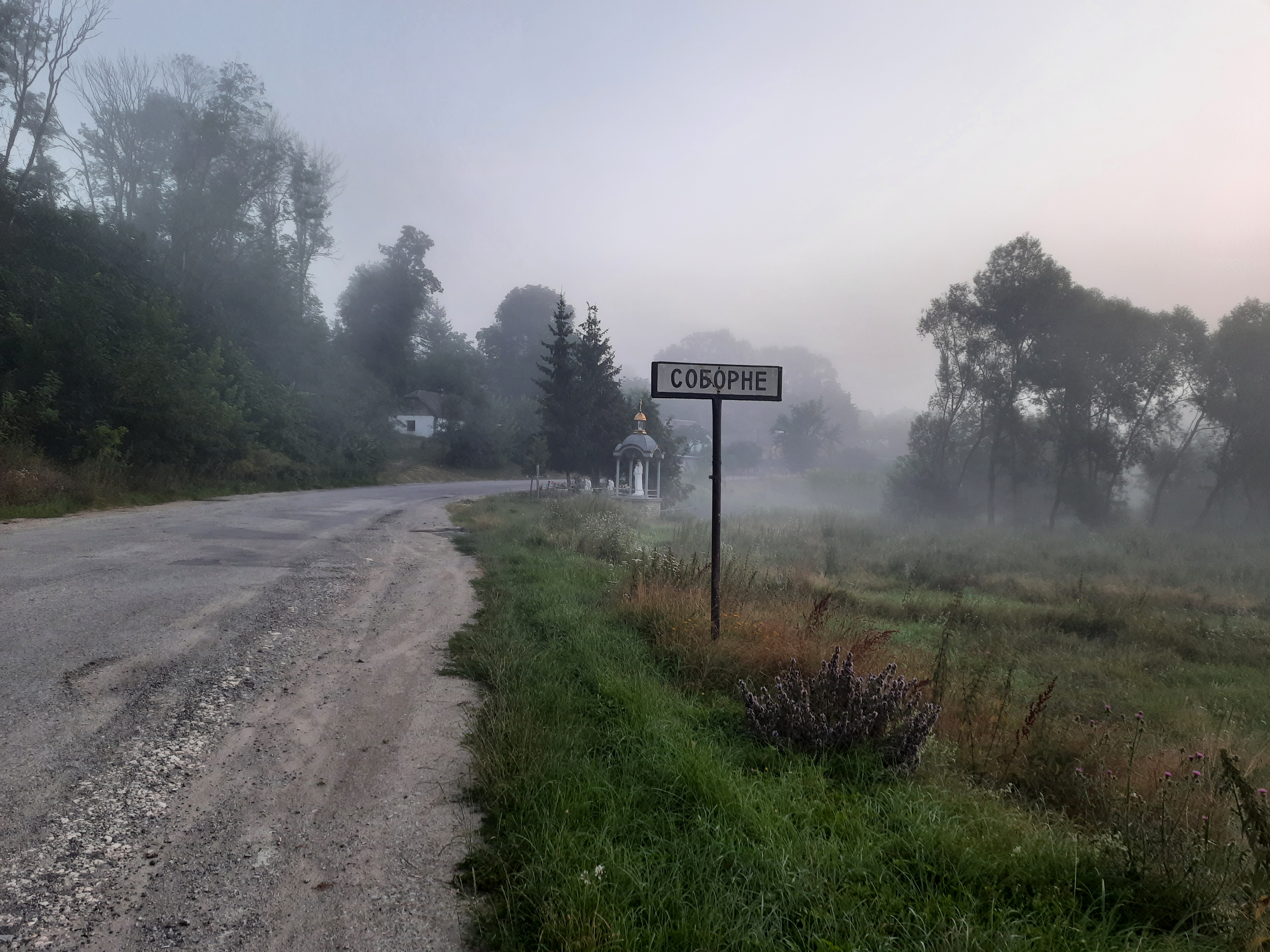
Дорожній знак при в'їзді в село

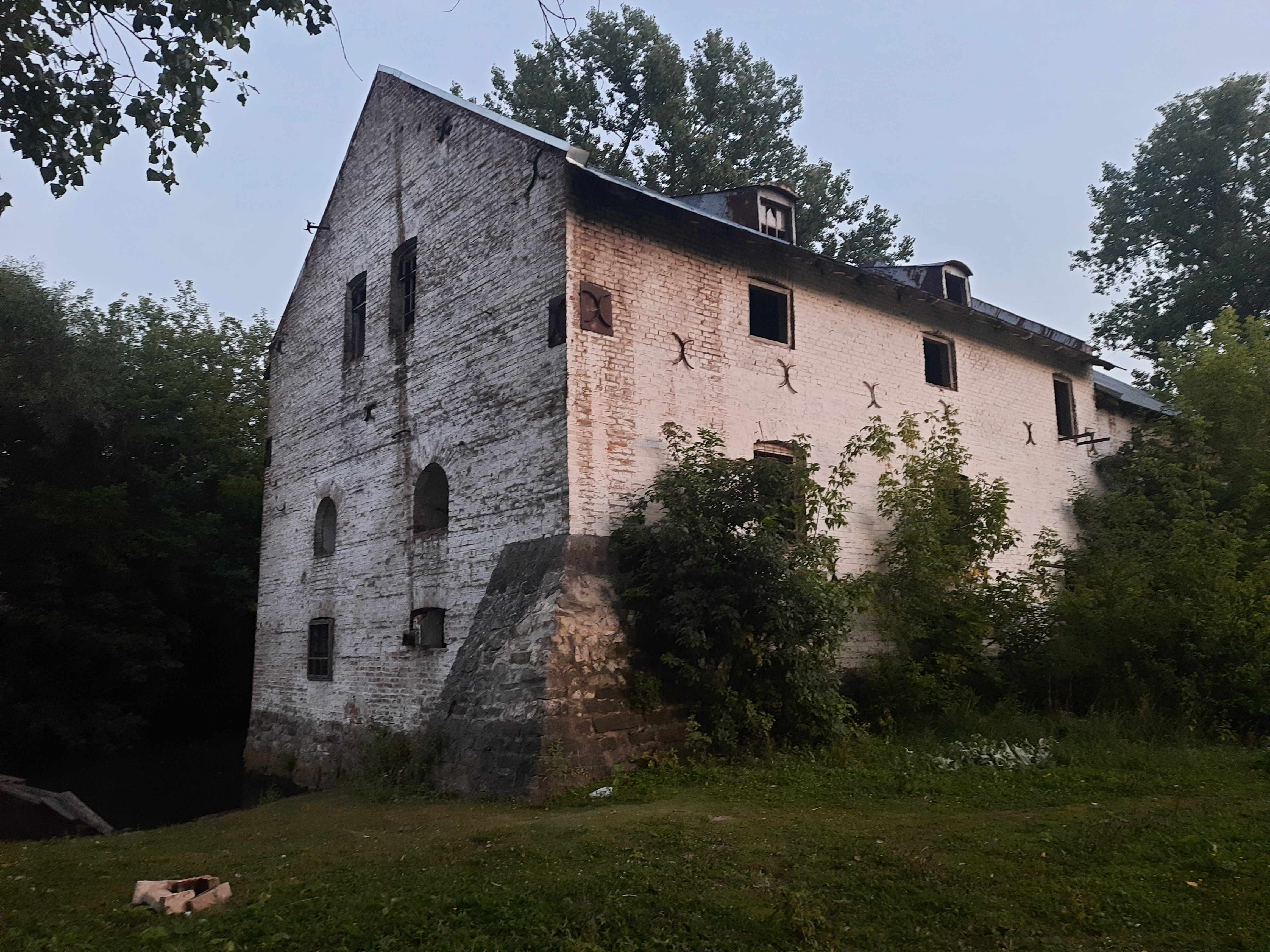
Старий водяний млин

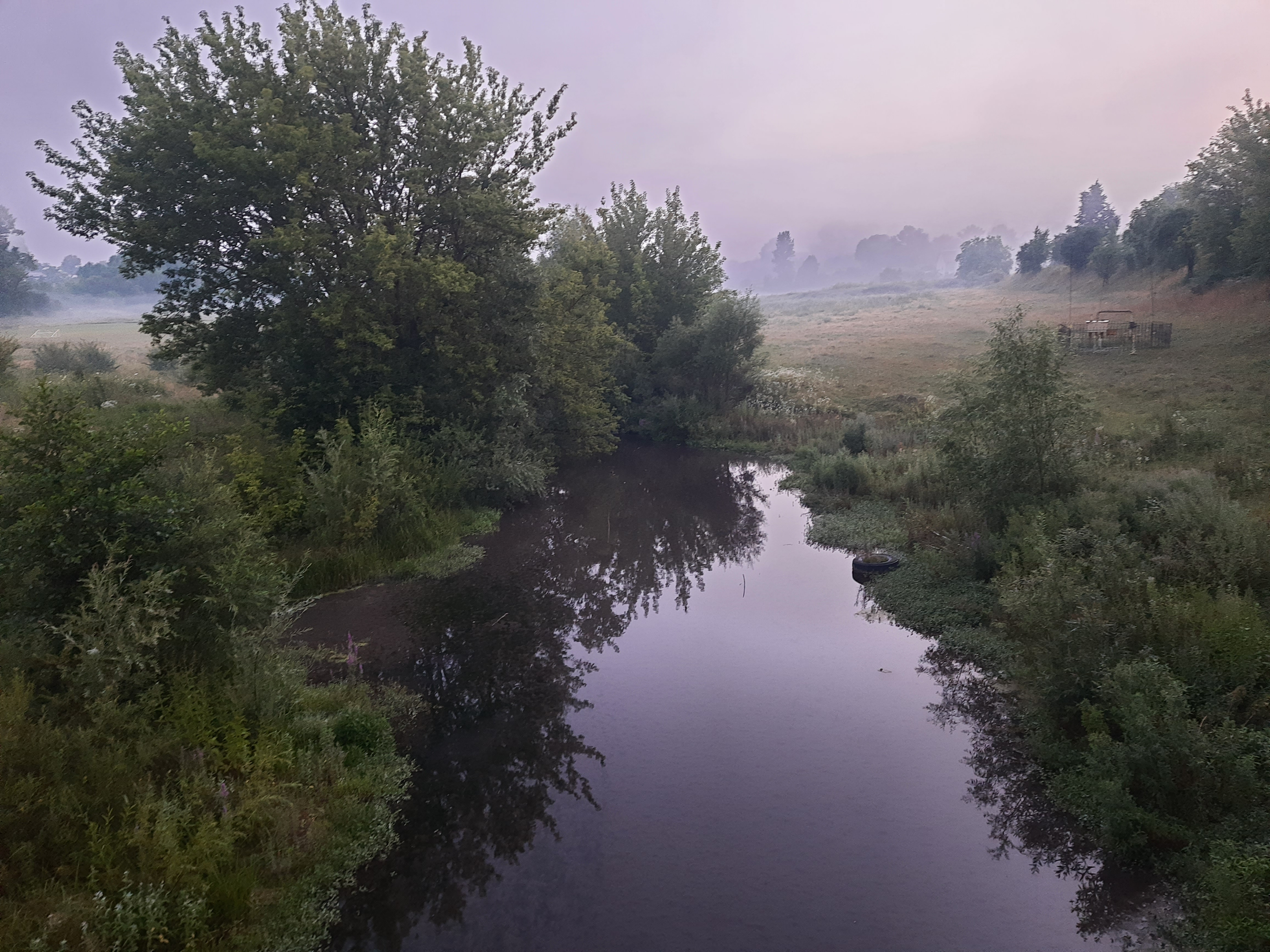
Річка Гнізна біля села

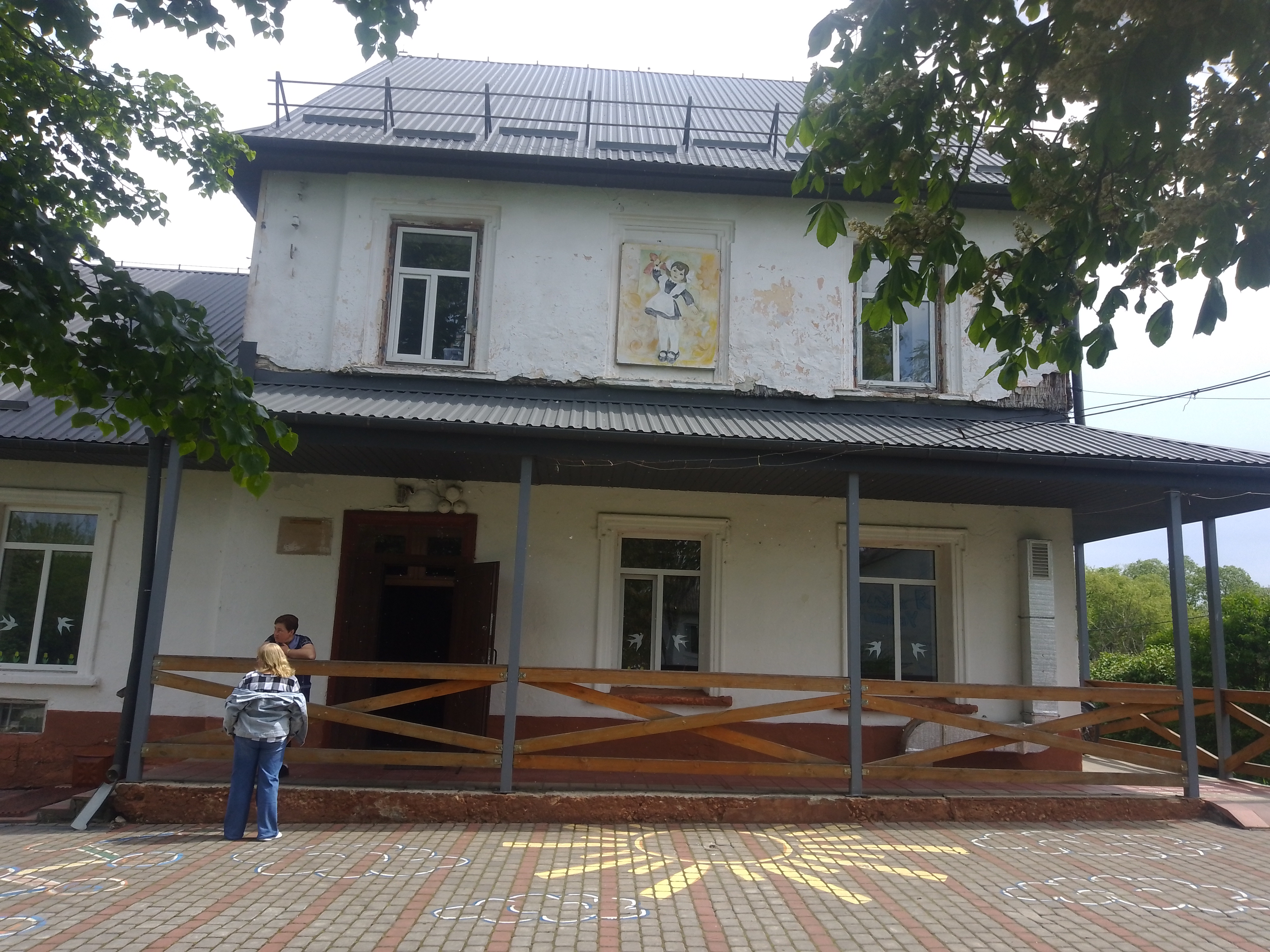
Школа у Соборному

Соборне (до 1946 року — Чернелів-Мазовецький, у 1946—1957 роках — Жукове, у 1957—2016 роках — Жовтневе) — село в Україні, у Байковецькій сільській громаді Тернопільського району Тернопільської області. До 2018 - у складі Чернелево-Руської сільської ради. Від 2018 року підпорядковане Байковецькій сільській громаді.
Населення села — головно нащадки переселенців з Лемківщини.

## Назва
Перша історична назва села Чернелів-Мазовецький (пол. Czernielów Mazowiecki), після другої світової війни назване Жукове в пам'ять про командувача Першого Українського Фронту — маршала Жукова, штаб якого там знаходився під час завершальної стадії Проскурівсько-Чернівецької операції 1944, від 1957 до 2016 — Жовтневе.
30 серпня 2015 року на вимоги закону про декомунізацію в селі провели голосування щодо нової назви села. З трьох запропонованих назв — Чернелів, Топільче і Соборне — більшість жителів села (102 зі 152, які голосували) вибрали назву Соборне. А вже 4 вересня результати виборів затвердили на сесії Чернелево-Руської сільської ради. Остаточне рішення про перейменування населеного пункту ухвалила Верховна Рада 4 лютого 2016 року.

## Географія
Село розташоване по обидва боки річки Гнізна (або Гнізни Гнилої), притоки Серету басейну Дністра, на північному сході району за 14 км від міста Тернополя, 11 км від центру об'єднаної територіальної громади села Байківці (автошляхами) та 5 км від найближчої залізничної станції Бірки Великі.
Площа населеного пункту становить 3,4 кв. км. Середня висота над рівнем моря 307 метрів. У селі 234 двори (2014).
У селі є вулиці: Висотна, Горішня, Задушна, Зарудянська, Івана Франка, Лесі Українки, Назарія Яремчука, Польова, Шевченка, провулки Горішній та Шевченка.

## Історія
Поблизу Соборного виявлені археологічні пам'ятки черняхівської культури.
Відоме від 15 ст. У 16 столітті територіально належало до містечка Чернелів. У документах кінця 17 століття значиться як присілок разом із селом Чолганщина Чернелева-Руського.
Після припинення татарських набігів у селі почали активно селитися вихідці з Польщі поляки, яких місцеві мешканці називали мазурами (мазовами). Відтак постала первісна назва села Чернелів-Мазовецький.

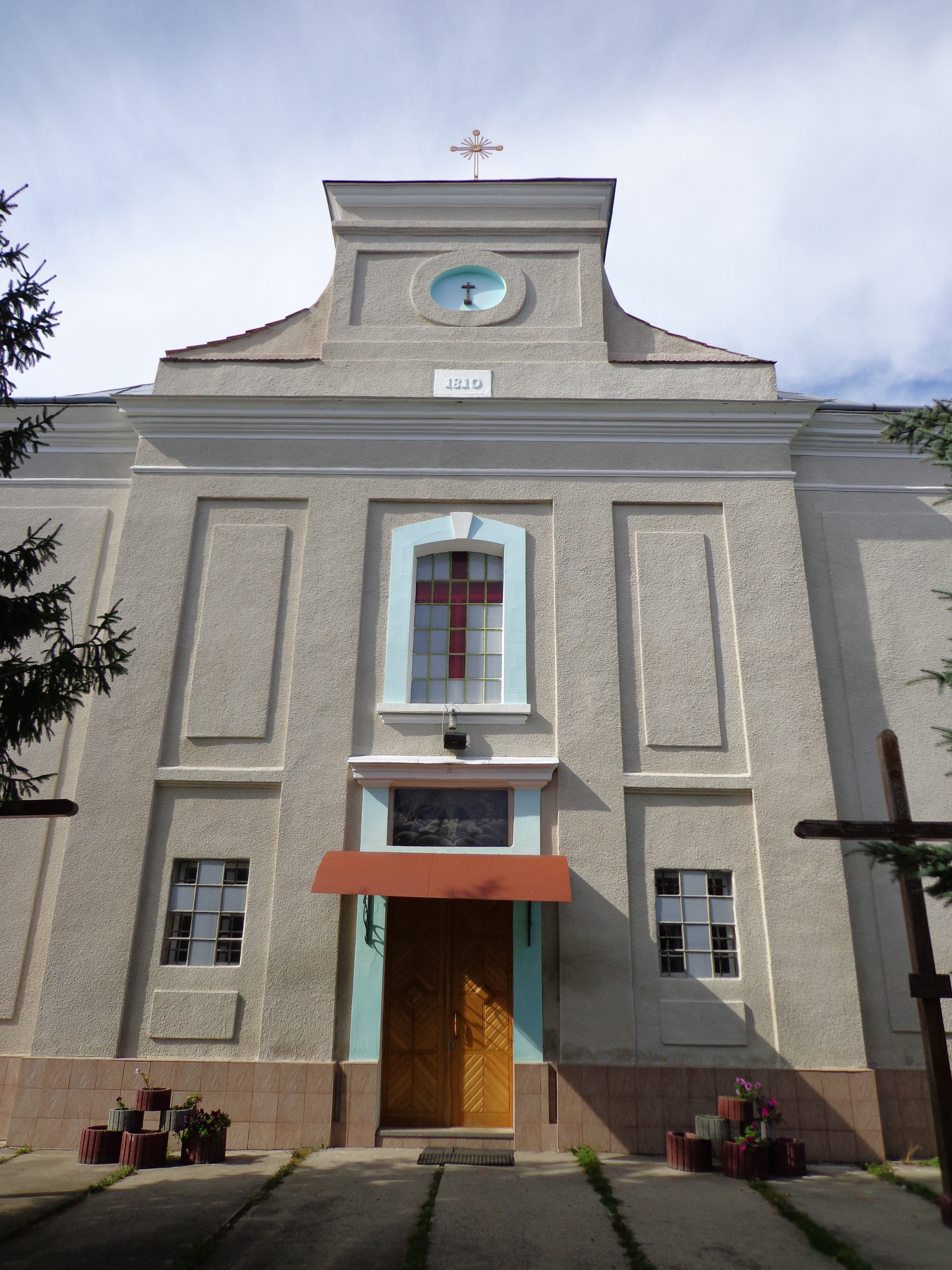
Церква Пресвятої Трійці, раніше Костел Непорочного Зачаття Пресвятої Богородиці, 1810

У другій половині 1750-х років власником села був, імовірно, Франциск Марковський. Наступні власники села – Міхал Ястжебський, після смерті у 1764 р. Міхала – його дружина Йоанна з Сєраковських. Протягом 1793–1816 рр. велика земельна власність належала Тадеушеві Ястжебському; у 1830 р. – Рохові Кеплічу, близько половини 19 ст. – Феліксові Салацькому, згодом – Левові Суходольському.
Від другої половини 19 ст. до Другої світової війни велику земельна власність тут мали Подлеські.
1895 року в Чернелові-Мазовецькому були фільварок, став, млин та корчма.
У 1908 році трапився інцидент, пов'язаний із суперечливим Рибальським законом. Підбурені українським депутатом від Української радикальної партії Яцком Остапчуком місцеві українські селяни, що становили всього 20 % населення села, порушили Рибальський закон, виловлюючи рибу в приватних ставках місцевого пана Леона Подлевського. Це спонукало власника села висушити став площею 50 моргів.
На початку 1930-их років діяли філія товариства “Просвіта” і польські організації.
Упродовж 1934–1939 років належало до ґміни Бірки Великі Тернопільського повіту Тернопільського воєводства Другої Речі Посполитої.
Під час німецько-радянської війни в Червоній армії загинув або пропав безвісти 31 уродженець села; з них – 12 поляків. Під час звільнення села від нацистів у березні 1944 р. костел пограбували червоноармійці.
До осені 1944 проживало в основному польське населення. Діяла «Просвіта» та інші українські товариства.
Під час завершального етапу Проскурівсько-Чернівецької операції у селі розташувався штаб маршала Георгія Жукова. Саме ця обставина вплинула на вибір нової назви після перейменування села.
25 січня 1945 р. більшовицькі бандити (колишні радянські партизани; близько 70 осіб), які дислокувалися у церкві Пресвятої Трійці (УГКЦ) пограбували сусідні села Ступки, Чернелів-Руський і Чолганщину (тепер північна частина Чернелова-Руського). Упродовж 1947–1948 рр. в Соборному базувався гарнізон “істрєбітєльного батальйона” (“стрибків”). 1948 року відбулася примусова колективізація.
У 1939-2018 роках підпорядковувалося Чернелево-Руській сільраді. Відтак від 11 липня 2018 року належить до Байковецької сільської громади.
12 червня 2020 року, відповідно до розпорядження Кабінету Міністрів України № 724-р «Про визначення адміністративних центрів та затвердження територій територіальних громад Тернопільської області» увійшло до складу Байковецької сільської громади.
19 липня 2020 року, в результаті адміністративно-територіальної реформи та ліквідації Тернопільського району, село увійшло до складу новоутвореного Тернопільського району.

## Символіка
Сучасна символіка села була затверджена. Рішення сесій сільської ради №8/6/11 «Про затвердження офіційної символіки Байковецької територіальної громади, сіл Байковецької територіальної громади та Положення про зміст, опис Гербів, Прапорів Байковецької територіальної громади, сіл Байковецької територіальної громади та порядок їх використання» від 26.02.2021

### Герб
В одному геральдичному щиті поєднано елементи двох давніх гербів Прус І і Прус III. Герб Прус І – п’ятикутний хрест на червоному полі. Нижній кінчик хреста спрямований вправо. Герб Прус III – на синьому тлі розділена підкова, обернена догори. Права її частина – звичайна, ліва – загострена. Над підковою золотий п’ятикутний хрест, нижній кінчик якого спрямований вліво. Червоне і синє поля розділені перев’яззю.
Щит вписаний в декоративний картуш і увінчаний золотою сільською короною. Унизу картуша написи «СОБОРНЕ» і «1722».

### Прапор
Квадратне полотнище розділене перев’яззю. Прапор пропорційно відтворює елементи і кольори Герба.

### Тлумачення символіки
Прус І і Прус III – це герби відомих родин, що володіли селом, а саме Ястрембських і Подлеських. Перев’язь – символ джерела, яке є у Соборному, над яким збудовано капличку.

## Населення
За даними Байковецької територіальної громади населення села у лютому 2020 року становило 576 осіб . У 2023 році - 512. 
У 1880 році в селі проживала 1191 особа. У тому числі 251 українець, 905 поляків та 35 євреїв. У 1921 році в селі був 241 будинок, мешкало 1319 осіб.
Згідно з переписом УРСР 1989 року чисельність наявного населення села становила 737 осіб, з яких 342 чоловіки та 395 жінок.
За переписом населення України 2001 року в селі мешкало 640 осіб.

### Мова
Розподіл населення за рідною мовою за даними перепису 2001 року:
| Мова       | Відсоток |
| ---------- | -------- |
| українська | 99,54 %  |
| російська  | 0,31 %   |
| білоруська | 0,15 %   |

Місцева говірка належить до наддністрянського говору південно-західного наріччя української мови.

## Релігія
У селі є парафія УГКЦ Пресвятої Трійці. Місцева парафія належить до Великобірківського деканату Тернопільсько-Зборівської архієпархії Тернопільсько-Зборівської митрополії. До 1945 року була римо-католицька парафія Непорочного Зачаття Пресвятої Богородиці. Станом на 2012 року до місцевої греко-католицької парафії належало близько 600 осіб. Також на території села у 2012 році мешкали 10 православних, 10 римо-католиків та одна сім'я Свідків Єгови.
Священиче подружжя Гавлічів заснувало дитячий будинок сімейного типу.

## Освіта
Діє загальноосвітня школа І-ІІ ступенів та бібліотека. Відомо, що школа працювала вже у 1851 році. Від 1895 року школа була двокласовою, а від 1932 року - трикласна.

## Культура
У селі працює будинок культури.
1968 року засновано аматорський хор “Конар Лемківщини”. Від 1988 року хор має статус народного. Із колективом працювали відомі діячі культури – Володимир Верней, Остап Гайдукевич, Михайло Рапіта та інші.

## Економіка
У селі працює пекарня, а також торговельний заклад.
На початку 1948 року було примусово створено колгосп "Зоря". У 1990-х роках землі колгоспу розпайовані. Земельні паї орендують ТзОВ “Вікторія”, фермерські господарства “Солтисяк” та “Кітик”.

## Охорона здоров'я
У селі є фельдшерсько-акушерський пункт.

## Пам'ятки
Є церква святої Трійці (відбудована 1991), раніше костел Непорочного Зачаття Пресвятої Богородиці. Спочатку 1768 року (за іншими даними, парафія постала 1759 року) було збудовано дерев’яний костел. Його фундаторкою стала Йоанна з Сєраковських. Від 1810–1818 років церкву було перебудовано на муровану.
Біля села знаходиться гідрологічні заказники місцевого значення Велике болото та Джерело «Безодня».
Встановлено пам'ятний знак українським переселенцям що прибули восени 1944 з Лемківщини (2005), пам'ятник полеглим у німецько-радянській війні, насипана символічна могила воякам УСС. Також є дві фігури Матері Божої та фігура святої Франчішки, що походить з 1860 року.

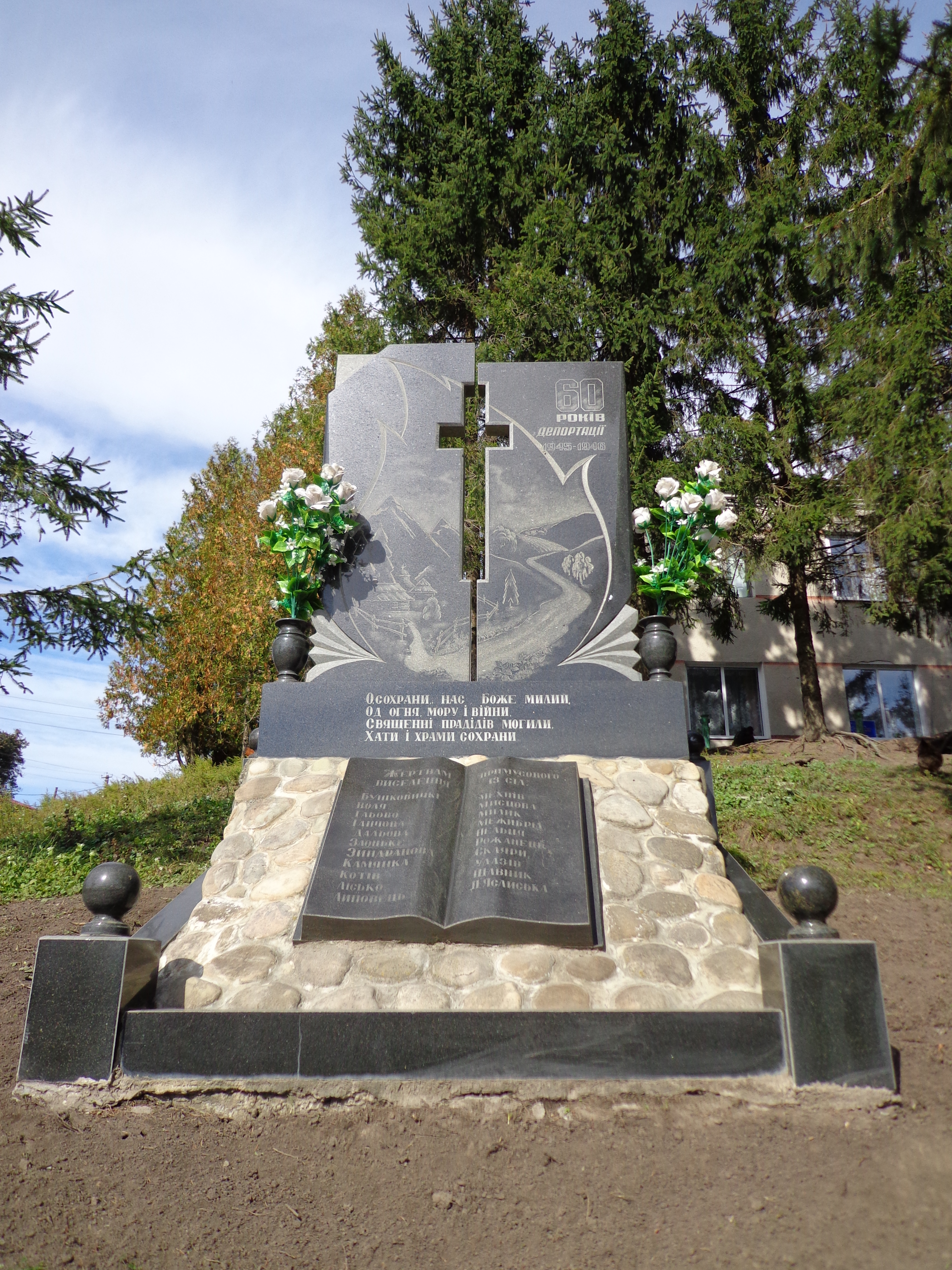
Пам'ятний знак до 60-річчя депортації жителів Надсяння, Підляшшя, Холмщини у Західну Україну
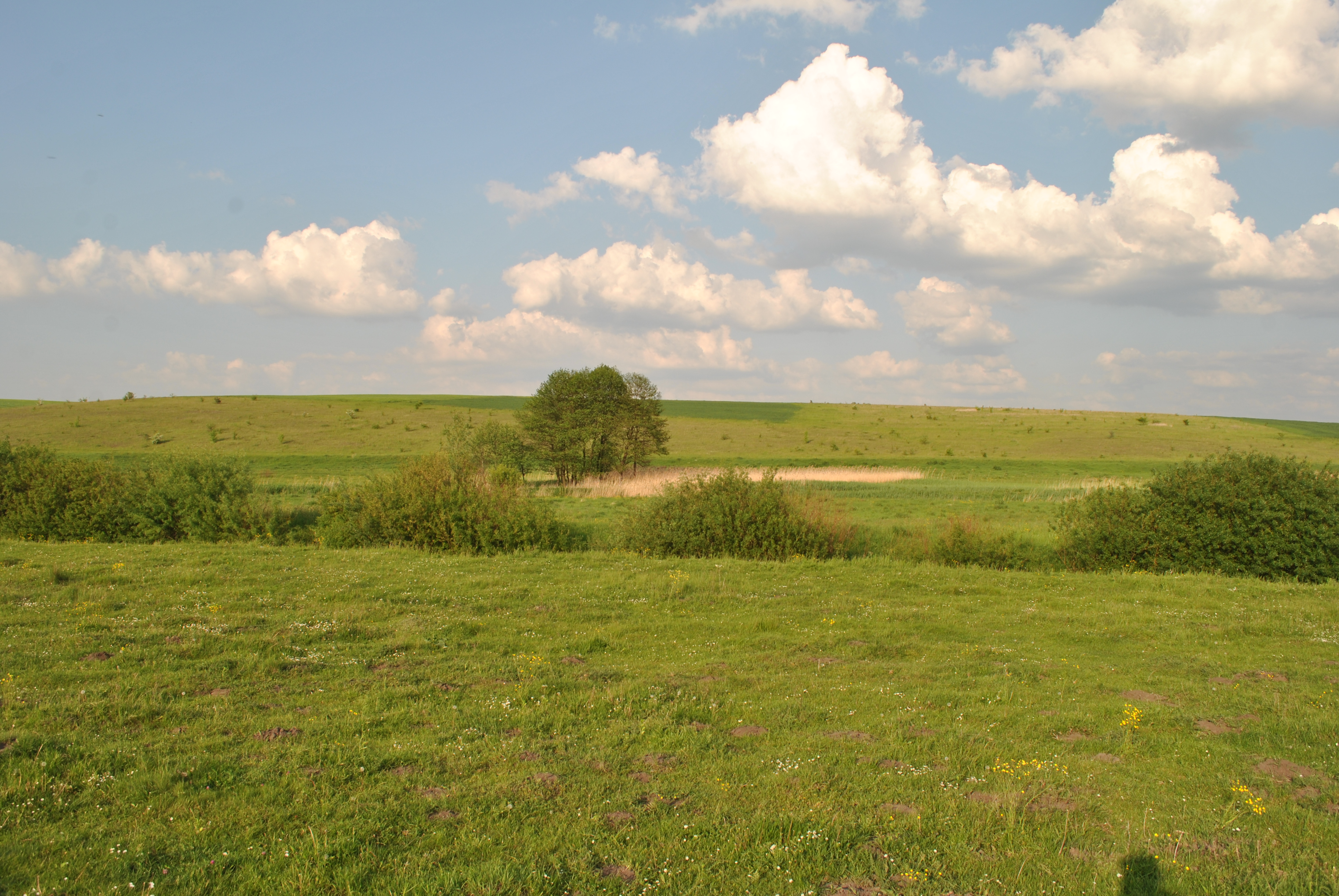
Гідрологічний заказник "Велике болото"
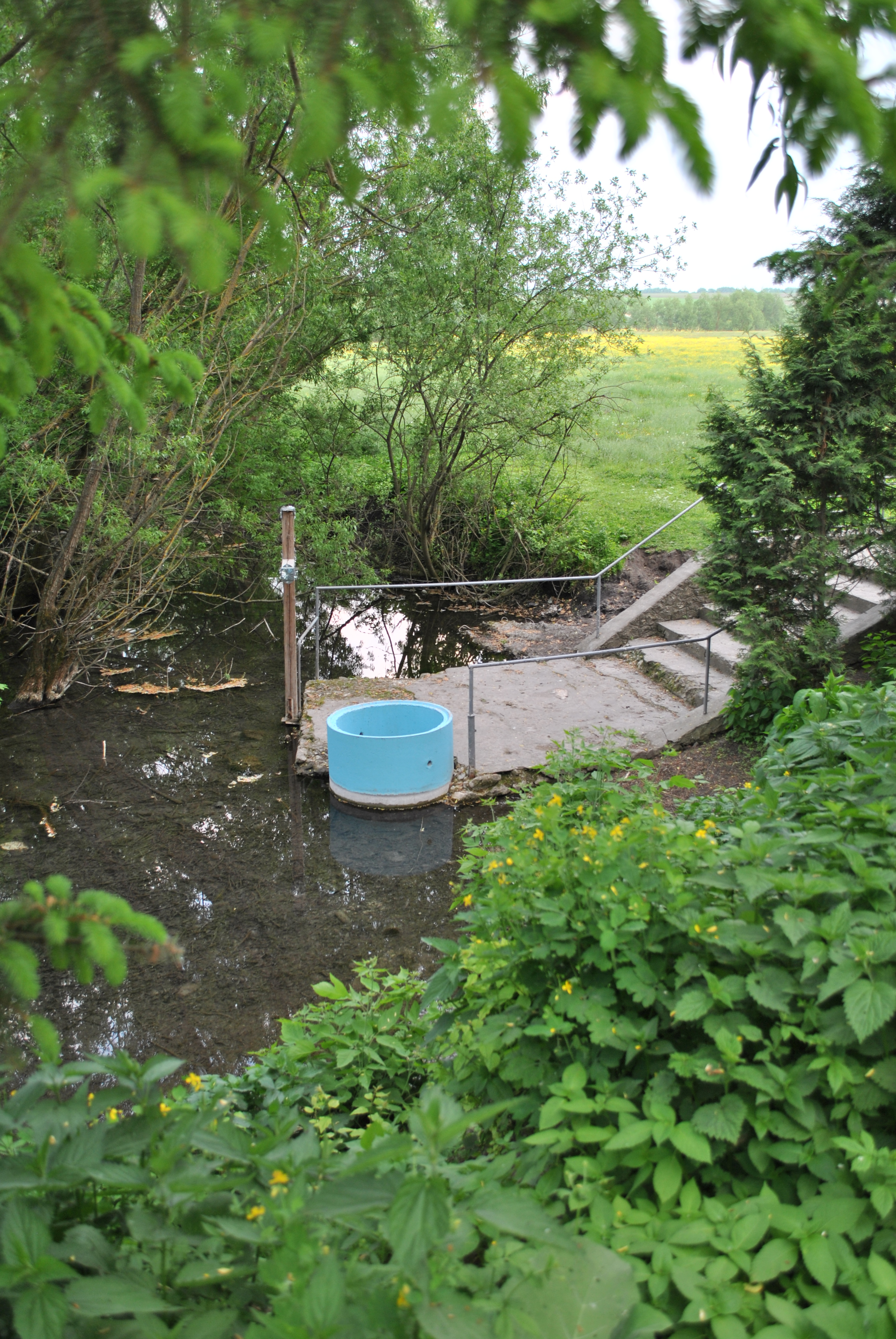
Джерело "Безодня"
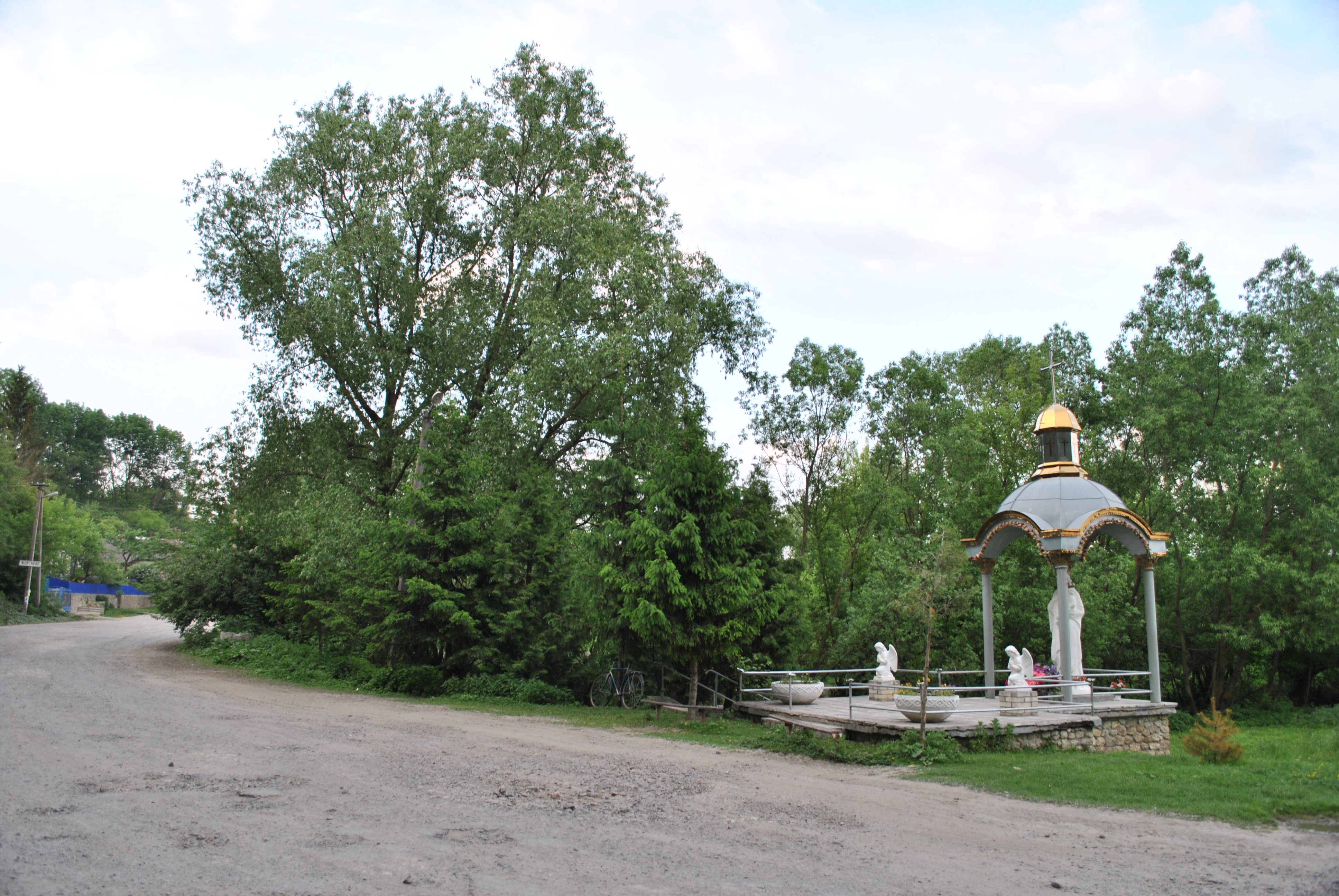
Фігура Матері Божої біля джерела "Безодня"

## Відомі люди
У селі народилися:
- фінансист, громадський діяч Андрій Лісняк (1973 р. н.);
- журналіст, громадський діяч Ярослав Сиривко (1955 р. н.);
- економістка, фінансистка, почесний енергетик України Любов Фрицька (1951 р. н.).